# Paisagem Protegida Regional do Litoral de Vila do Conde e Reserva Ornitológica de Mindelo
A Paisagem Protegida Regional do Litoral de Vila do Conde e Reserva Ornitológica de Mindelo desenvolve-se ao longo de uma linha de costa com 8,5 km de extensão, no concelho de Vila do Conde. Esta zona possui um variado conjunto de valores biológicos e paisagísticos, destacando-se a existência de um interessante e original mosaico de habitats, tais como cordões dunares, rochedos, zonas húmidas, bouças e áreas agrícolas. Aqui persistem, também, paisagens semi-naturais e humanizadas, de interesse local e regional, resultantes da interacção do homem e da natureza.
Trata-se de uma área emblemática pelo seu pioneirismo na conservação da natureza em Portugal, ligada à figura do Prof. Santos Júnior, desde a década de 50 e com particular relevo para a avifauna, tendo aqui sido criada a Reserva Ornitológica de Mindelo (70% do total da Paisagem Protegida). Esta área de costa revela-se particularmente importante, na medida em que se apresenta como a única zona costeira minimamente preservada entre a barrinha de Esmoriz e o litoral de Esposende.

## Características e Morfologia
A Paisagem Protegida Regional do Litoral de Vila do Conde e Reserva Ornitológica de Mindelo (PPRLVCROM) compreende a parte litoral do concelho entre a foz do rio Ave, a norte, e a foz do rio Onda, a sul, curso de água que constitui, nesta zona, a fronteira administrativa com o concelho limítrofe de Matosinhos.
A PPRLVCROM abrange uma área de 380 ha, sendo constituída por dois sectores, um, de maiores dimensões, com uma superfície de 372 ha, estendendo-se, de norte para sul, pelas freguesias de Azurara, Árvore, Mindelo, Vila Chã e Labruge, alongando-se por cerca de 8 km de linha de costa, tendo-se excluído da PPRLVCROM uma parcela correspondente ao núcleo urbano do lugar de Gândara Nova, na freguesia de Mindelo, e um segundo sector, com oito ha, correspondente às margens do Rio da Igreja, na freguesia de Vila Chã, no troço final desse curso de água.

### Fauna
Em termos faunísticos está confirmada a ocorrência de 81 espécies de aves, 57 das quais com um estatuto de conservação, salientando-se o elevado número de espécies (33) abrangidas pela Convenção de Berna, relativa à protecção das espécies migradoras. De destacar o importante refúgio para os anfíbios, com a presença de 14 das 17 espécies de anfíbios de Portugal.

### Flora
A área apresenta uma paisagem vegetal diversificada, aqui ocorrendo importantes valores florísticos, incluindo diversos endemismos de distribuição restrita, maioritariamente concentrados nos habitats dunares. A presença dos luso-endemismos Coincya johnstoniii e Jasione maritima var. sabularia confere um significado particular à flora do cordão dunar.

#### Galeria

Localização da Paisagem Protegida
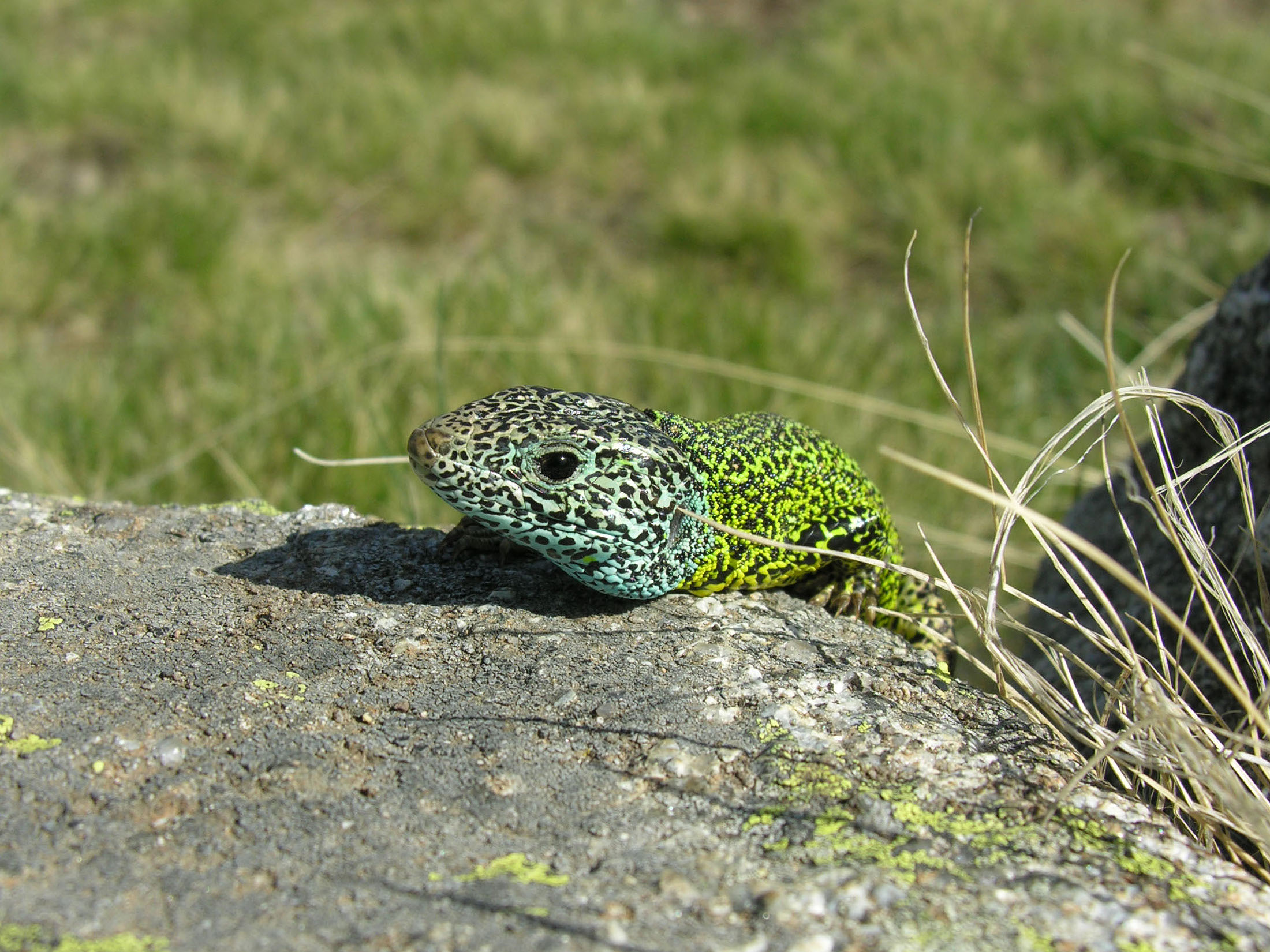
Lagarto-de-Água
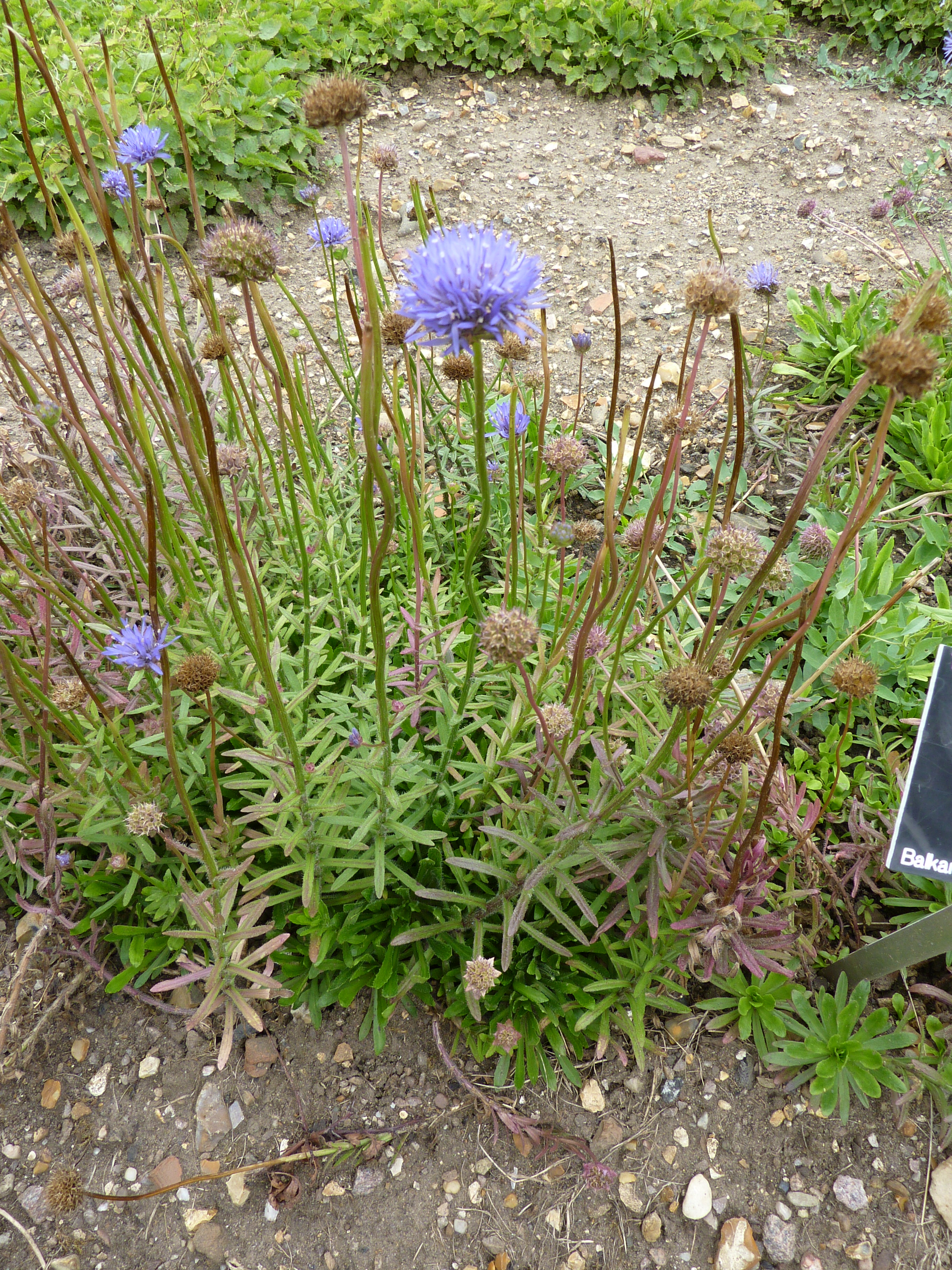
Jasione
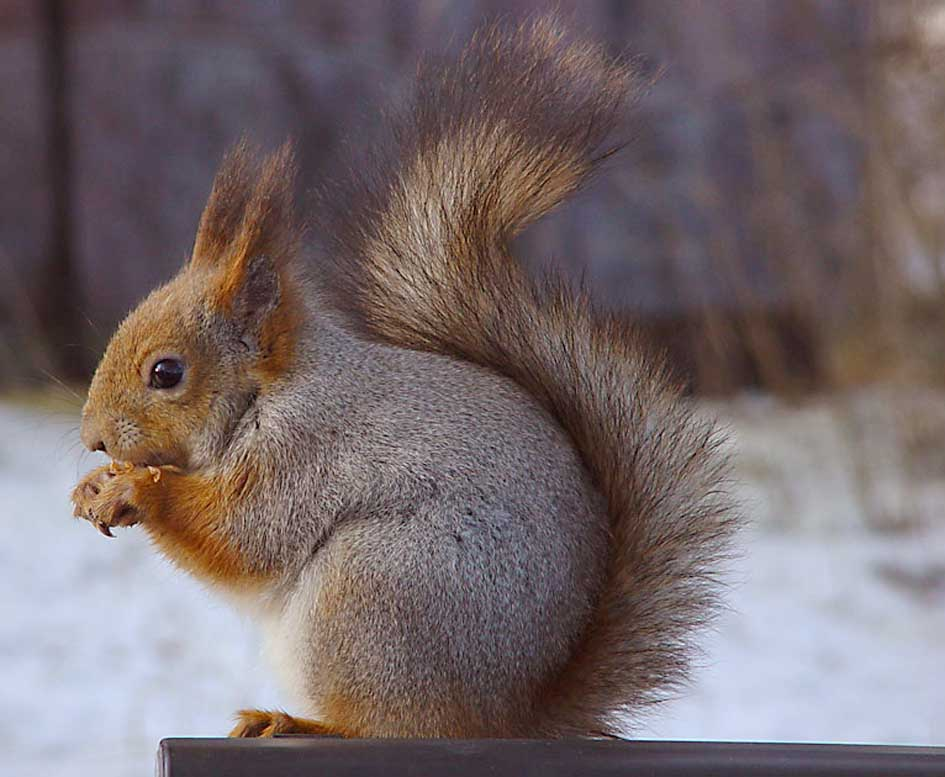
Esquilo